# Fieke Hendriks
Fieke Hendriks (Voorst, 1 januari 1999) is een voormalig voetbalspeelster uit Nederland. Ze speelde als verdediger voor FC Twente in de Vrouwen Eredivisie. In 2018 stopt ze noodgedwongen met voetballen.

## Clubcarrière
Fieke Hendriks begon met voetballen bij SV V en L De Vecht in haar geboorteplaats. Op veertienjarige leeftijd maakte ze de overstap naar de jeugdopleiding van FC Twente. Hendriks speelde drie seizoen lang voor Jong FC Twente.
Op 4 december 2015 maakte Hendriks in een thuiswedstrijd tegen ADO Den Haag haar debuut voor FC Twente door in de 87ste minuut in te vallen voor Tashira Renfurm. Hendriks kwam dat seizoen tot vijf optredens in de hoofdmacht van FC Twente. In 2016 werd ze definitief overgeheveld van Jong FC Twente naar de hoofdmacht van de Tukkers.
In het seizoen 2016/17 kampte Hendriks met een kruisbandblessure waardoor ze het gehele seizoen niet in actie kwam. In oktober 2017 raakte ze opnieuw zwaar geblesseerd waardoor ze ook in het seizoen 2017/18 geen wedstrijd kon spelen. Aan het einde van het seizoen 2017/18 maakte Hendriks bekend, wegens aanhoudend blessureleed, een punt te zetten achter haar carrière.

## Statistieken
| Seizoen | Club      | Competitie         | Competitie | Competitie | Beker | Beker | Overig | Overig | Totaal | Totaal |
| Seizoen | Club      | Competitie         | Wed.       | Dlp.       | Wed.  | Dlp.  | Wed.   | Dlp.   | Wed.   | Dlp.   |
| ------- | --------- | ------------------ | ---------- | ---------- | ----- | ----- | ------ | ------ | ------ | ------ |
| 2015/16 | FC Twente | Vrouwen Eredivisie | 5          | 0          | 0     | 0     | 0      | 0      | 5      | 0      |
| 2016/17 | FC Twente | Vrouwen Eredivisie | 0          | 0          | 0     | 0     | 0      | 0      | 0      | 0      |
| 2017/18 | FC Twente | Vrouwen Eredivisie | 0          | 0          | 0     | 0     | 0      | 0      | 0      | 0      |
| Totaal  | Totaal    | Totaal             | 5          | 0          | 0     | 0     | 0      | 0      | 0      | 0      |

Bijgewerkt t/m 2 augustus 2024.

## Interlandcarrière
Fieke Hendriks is als jeugdinternational uitgekomen voor Nederland onder 15, Nederland onder 16 en Nederland onder 17. Ze debuteerde op 16 maart 2014 als jeugdinternational van Nederland onder 15. Ook kwam ze in actie in een oefenduel tegen Engeland. In 2016 ging Hendriks over naar Nederland onder 16.  Voor Nederland onder 17 kwam Hendriks datzelfde jaar in actie. In 2016 zat Hendriks bij de voorselectie van Nederland onder 19 voor op het WK 2016. Ze haalde de definitieve selectie echter niet en een debuut voor Nederland onder 19 bleef, mede door blessureleed, uit.